# Mazer

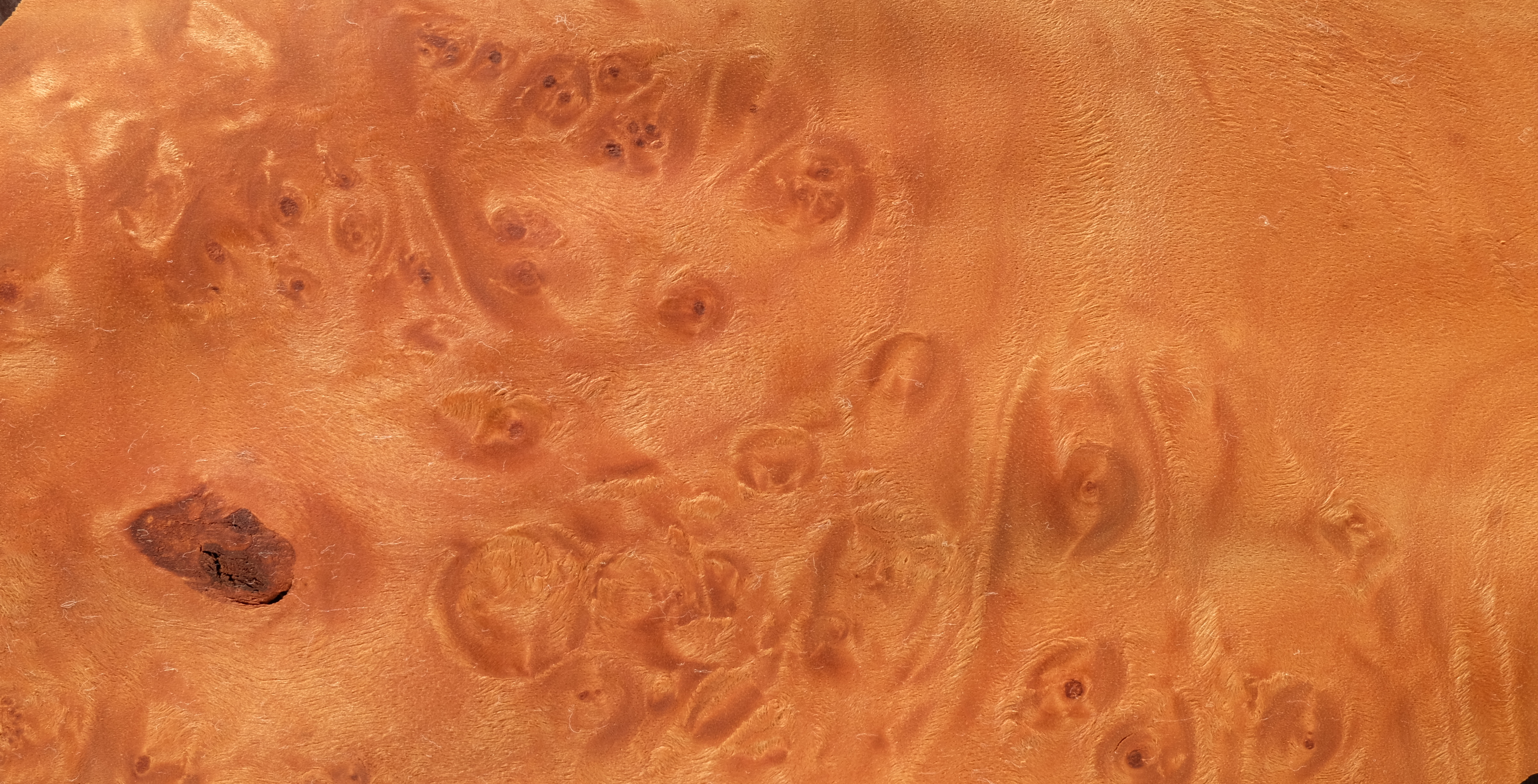
Mazer na drewnie brzozy.

Mazer (z niem. maser – słoje drewna) lub flader (z niem. fladern – łopotać) – naturalny, a w pewnym okresie malowany układ usłojenia drewna uzyskiwany z desek przekroju stycznego drewna lub okleiny (fornir) o bogatym, zawiłym rysunku (czeczota, korzeń orzecha, jesion tzw. baranek).
Mazer i flader stosowane są wymiennie, pomimo że w terminologii  niemieckiej flader oznacza słoje drewna, mazer natomiast usłojenie pochodzące z narośli, które w Polsce określa się mianem czeczota. 
Czeczota jest drewnem o dekoracyjnym rysunku słoi w postaci ciemnych i jasnych oczek, plamek, żyłek. Występuje w drzewach liściastych np. brzozie, topoli. Powstaje na skutek działania bakterii i grzybów, które powodują miejscowe zgrubienia pnia, tzw. obrzęki.
Mazerowanie lub fladrowanie to potoczne określenie modnej w pierwszej poł. XX w. techniki zdobienia powierzchni  różnych przedmiotów (meble, stolarka budowlana) naśladującego słoje drewna przy pomocy dobranych odpowiednio odcieni farb i specjalnie ponacinanego grzebienia gumowego. Zwykle imitowało się usłojenie drogich gatunków drewna na podłożu z drewna miękkiego (jodła, sosna) lub bezsłoistego (topola, lipa, olcha).
Mistrzowie w tym fachu potrafili tak świetnie imitować prawdziwe drewno, że było wręcz nie do odróżnienia nawet z bliska.
Taki sposób zdobienia znany był w starożytnym Egipcie, w Europie stosowano go w XVI wieku, a rozpowszechnił się głównie w prowincjonalnych pracowniach stolarskich na przełomie XIX i XX wieku.

Po latach nieudolnego naśladowania przez malarzy pokojowych fladrowanie stało się synonimem złego smaku.